# Idomoid jezici
Idomoid jezici, skupina od (9) benue-kongoanskih jezika raširenih u afričkoj državi Nigerija. Idomoidski jezici dijele se na dvije glavne grane, to su: 
a) akweya (7): 
a1. Eloyi (1): eloyi;
a2. Etulo-Idoma (6):
a. Etulo (1): etulo;
b. Idoma (5): agatu, alago, idoma, igede, yala;
b) yatye-akpa jezici (2): akpa, yace.

## Vanjske poveznice
- Ethnologue (14th)
- Ethnologue (15th)